# Liste der denkmalgeschützten Objekte in Ebenthal
Die Liste der denkmalgeschützten Objekte in Ebenthal enthält die 12 denkmalgeschützten, unbeweglichen Objekte der Gemeinde Ebenthal.

## Denkmäler
| Foto |                 | Denkmal                                                                                           | Standort                                             | Beschreibung | Metadaten |
| ---- | --------------- | ------------------------------------------------------------------------------------------------- | ---------------------------------------------------- | --- | --- |
| ja   | Datei hochladen | Grabdenkmal für August Ludwig Viktor von Sachsen-Coburg und Gotha HERIS-ID: 10791 Objekt-ID: 6854 | bei Forsthaus Ebenthal 1 Standort KG: Ebenthal       | 1885 erhielt der Bildhauer Viktor Tilgner den Auftrag, ein Denkmal des verstorbenen Prinzen August von Sachsen-Coburg und Gotha zu schaffen. Dieses steht noch heute auf den Coburg’schen Besitzungen in Ebenthal. | BDA-Hist.: Q38080436 Status: Bescheid Stand der BDA-Liste: 2025-06-30 Name: Grabdenkmal für August Ludwig Viktor von Sachsen-Coburg und Gotha GstNr.: 1868/1 Grabdenkmal August Sachsen-Coburg Ebenthal |
| ja   | Datei hochladen | Wohnhaus, ehem. herrschaftliches Verwalterhaus HERIS-ID: 10222 Objekt-ID: 6275                    | Gärtnergasse 17 Standort KG: Ebenthal                | Das ehemalige Verwalterhaus ist ein zweigeschoßiger Bau mit flachem Mittelrisalit und schlicht gegliederter Fassade. Die Fenster im Obergeschoß haben Bogennischen. | BDA-Hist.: Q38060957 Status: Bescheid Stand der BDA-Liste: 2025-06-30 Name: Wohnhaus, ehem. herrschaftliches Verwalterhaus GstNr.: .144                                                                 |
| ja   | Datei hochladen | Figurenbildstock hl. Johannes Nepomuk HERIS-ID: 10220 Objekt-ID: 6273                             | bei Hauptstraße 11 Standort KG: Ebenthal             | In Ebenthal steht eine Steinfigur des heiligen Johannes Nepomuk mit einem Zitat aus Psalm 110 auf dem Sockel. | BDA-Hist.: Q38060921 Status: Bescheid Stand der BDA-Liste: 2025-06-30 Name: Figurenbildstock hl. Johannes Nepomuk GstNr.: 1759/19 Statue of John of Nepomuk (Ebenthal, Lower Austria)                   |
| ja   | Datei hochladen | Pestsäule HERIS-ID: 10221 Objekt-ID: 6274                                                         | gegenüber Hauptstraße 44 Standort KG: Ebenthal       | Die mit 1714 bezeichnete Dreifaltigkeitssäule wurde 1831, 1912 und 1988 restauriert. 1988 wurde dabei wurde auch der Standort verändert. | BDA-Hist.: Q38060948 Status: § 2a Stand der BDA-Liste: 2025-06-30 Name: Pestsäule GstNr.: 1759/57 Pestsäule Ebenthal                                                                                    |
| ja   | Datei hochladen | Florianikapelle HERIS-ID: 10215 Objekt-ID: 6268                                                   | bei Hauptstraße 53 Standort KG: Ebenthal             | Die Kapelle am Florianiplatz ist eine neugotische Wegkapelle aus der zweiten Hälfte des 19. Jahrhunderts. Über dem spitzbogigen Eingang befindet sich eine kleine Figurennische mit einer spätbarocken Figur des hl. Florian aus dem späten 18. Jahrhundert. Die Kapelle wird von einem kleinen Satteldach mit Spitzgiebel gedeckt. | BDA-Hist.: Q38060773 Status: § 2a Stand der BDA-Liste: 2025-06-30 Name: Florianikapelle GstNr.: .304 |
| ja   | Datei hochladen | Ehem. Herrschaftsstadl HERIS-ID: 10790 Objekt-ID: 6853                                            | südöstlich Kastanienweg 7 Standort KG: Ebenthal      | | BDA-Hist.: Q38080390 Status: Bescheid Stand der BDA-Liste: 2025-06-30 Name: Ehem. Herrschaftsstadl GstNr.: .174                                                                                         |
| ja   | Datei hochladen | Pfarrhof HERIS-ID: 10218 Objekt-ID: 6271                                                          | Pfarrgasse 2 Standort KG: Ebenthal                   | Der Pfarrhof östlich neben der Kirche ist ein zweigeschoßiger Bau aus dem frühen 19. Jahrhundert. Die schlichte Fassade ist durch ein Korbbogenportal geöffnet. Die Räume im Erdgeschoß haben zum Teil Stichkappengewölbe. | BDA-Hist.: Q38060853 Status: § 2a Stand der BDA-Liste: 2025-06-30 Name: Pfarrhof GstNr.: .157 |
| ja   | Datei hochladen | Figurenbildstock hl. Franziskus HERIS-ID: 10788 Objekt-ID: 6851                                   | bei Pfarrgasse 2 Standort KG: Ebenthal               | Dieser Bildstock stammt aus der zweiten Hälfte des 18. Jahrhunderts. | BDA-Hist.: Q38080301 Status: § 2a Stand der BDA-Liste: 2025-06-30 Name: Figurenbildstock hl. Franziskus GstNr.: 1759/54                                                                                 |
| ja   | Datei hochladen | Schüttkasten HERIS-ID: 10789 Objekt-ID: 6852                                                      | Stillfriederstraße 1b Standort KG: Ebenthal          | Der Schüttkasten aus dem 18. Jahrhundert mit schlichter Putzgliederung wurde 1993 zu einem Veranstaltungsort umgestaltet. | BDA-Hist.: Q38080340 Status: Bescheid Stand der BDA-Liste: 2025-06-30 Name: Ehem. Herrschaftsstadl, Schüttkasten GstNr.: .160                                                                           |
| ja   | Datei hochladen | Schloss Coburg / Schloss Ebenthal HERIS-ID: 10217 Objekt-ID: 6270                                 | Stillfriederstraße 4 Standort KG: Ebenthal           | Das Schloss Ebenthal ist eine barocke Schlossanlage mit älterem Kern im Südosten des Ortes. | BDA-Hist.: Q1232481 Status: Bescheid Stand der BDA-Liste: 2025-06-30 Name: Schloss Coburg/ Schloss Ebenthal GstNr.: .129 Schloss Coburg in Ebenthal                                                     |
| ja   | Datei hochladen | Figurenbildstock hl. Florian HERIS-ID: 10224 Objekt-ID: 6277                                      | gegenüber Stillfriederstraße 4 Standort KG: Ebenthal | Der Figurenbildstock des hl. Florian ist mit 1906 bezeichnet. Die Statue wurde 2016 restauriert. | BDA-Hist.: Q38061005 Status: § 2a Stand der BDA-Liste: 2025-06-30 Name: Figurenbildstock hl. Florian GstNr.: 1759/52                                                                                    |
| ja   | Datei hochladen | Kath. Pfarrkirche hl. Koloman HERIS-ID: 10216 Objekt-ID: 6269                                     | gegenüber Stillfriederstraße 4 Standort KG: Ebenthal | Die im Südosten von Ebenthal erhöht gelegene Pfarrkirche hl. Koloman ist ein ursprünglich kleiner Barockbau des 17. Jahrhunderts mit einem wahrscheinlich romanischen Baukern, der 1831 bis 1840 verändert und durch einen wesentlich breiteren Zentralbau erweitert wurde. Die klassizistische Fassade ist schlicht gestaltet. Die Westfassade ist durch Doppelpilaster und ein großes, zentrales Lunettenfenster gegliedert und hat über profiliertem Gesims einen gesprengten Volutengiebel mit Vasen. An das schlichte Langhaus schließt ein breiter Zentralbau mit Rundchor und Lunettenfenstern an. Im Norden ist eine kleine Sakristei angebaut. Der dreigeschoßige Turm, im Kern wohl romanisch und in seiner heutigen Gestalt aus der Mitte des 19. Jahrhunderts stammend, verfügt über eine Eckquaderung und wird von Doppelschallfenstern und einem Spitzhelm bekrönt. | BDA-Hist.: Q1344352 Status: § 2a Stand der BDA-Liste: 2025-06-30 Name: Kath. Pfarrkirche hl. Koloman GstNr.: .158 Pfarrkirche Ebenthal (Niederösterreich)                                               |